# Classe Panther
A Classe Panther foi uma classe de cruzadores torpedeiros operada pela Marinha Austro-Húngara, composta pelo SMS Panther e SMS Leopard. Suas construções começaram em 1884 e 1885 nos estaleiros da Armstrong Mitchell, sendo lançados ao mar em 1885 e comissionados na frota austro-húngara entre 1885 e 1886. Eles foram encomendados como um esforço para reforçar as capacidades defensivas da Áustria-Hungria durante uma época em que o governo não alocava um orçamento para a marinha construir embarcações maiores. As embarcações foram encomendadas de um estaleiro britânico porque os projetistas austro-húngaros não tinham experiência suficiente com navios do tipo.
Os cruzadores da Classe Panther eram armados com uma bateria principal composta por dois canhões de 120 milímetros em montagens únicas e quatro tubos de torpedo de 356 milímetros também em montagens únicas. Tinham um comprimento de fora a fora de 73 metros, boca de dez metros, calado de quatro metros e um deslocamento carregado de mais de mil toneladas. Seus sistemas de propulsão eram compostos por seis caldeiras a carvão que alimentavam dois motores compostos, que por sua vez giravam duas hélices até uma velocidade máxima de dezoito nós (33 quilômetros por hora). A única blindagem que os navios tinham era um convés de apenas doze milímetros de espessura.
O Panther e o Leopard desempenharam diversas funções no decorrer de suas carreiras, principalmente atividades de treinamento na companhia da frota principal. Ambos realizaram viagens diplomáticas para portos estrangeiros na Europa e África, além de cruzeiros de treinamento pelo Oceano Pacífico. O Leopard também participou de uma demonstração internacional em Creta em 1897 durante a Guerra Greco-Turca. Foram tirados de serviço no início do século XX, porém reativados no começo da Primeira Guerra Mundial para funções de defesa litorânea. Nunca entraram em combate e foram entregues ao Reino Unido ao final do conflito como prêmios de guerra, sendo desmontados em 1920.

## Desenvolvimento
O vice-almirante barão Maximilian Daublebsky von Sterneck, o Comandante da Marinha Austro-Húngara, argumentou em um memorando datado de 8 de setembro de 1884 e enviado ao imperador Francisco José I que a frota era muito fraca e precisava ser expandida. O núcleo da marinha consistia em dez ironclads que eram muito fracos e obsoletos pelos padrões internacionais da época, enquanto as embarcações torpedeiras eram muito poucas e lentas para serem utilizadas, já as fragatas e corvetas de madeira eram inúteis como navios de guerra. Sterneck reconheceu que o governo tinha fracassado em cumprir o plano delineado pelo vice-almirante Wilhelm von Tegetthoff no início da década de 1870, resultado dos orçamentos navais cronicamente baixos aprovados pelo Conselho Imperial austríaco e Dieta húngara. Já que novos e mais poderosos ironclads não podia ser construídos por serem muito caros, ele argumentou que armas defensivas mais baratas deveriam ser adquiridas; estas incluíam minas navais e navios torpedeiros mais eficientes. Sterneck, nesse mesmo memorando, delineou os requerimentos para um chamado "cruzador torpedeiro abalroador". Tal embarcação deveria ter uma proa reforçada para abalroamentos, além de torpedos para ataques contra navios maiores. Os cruzadores também deveriam ser pequenos e rápidos o bastante para desempenharem funções de patrulha e reconhecimento.

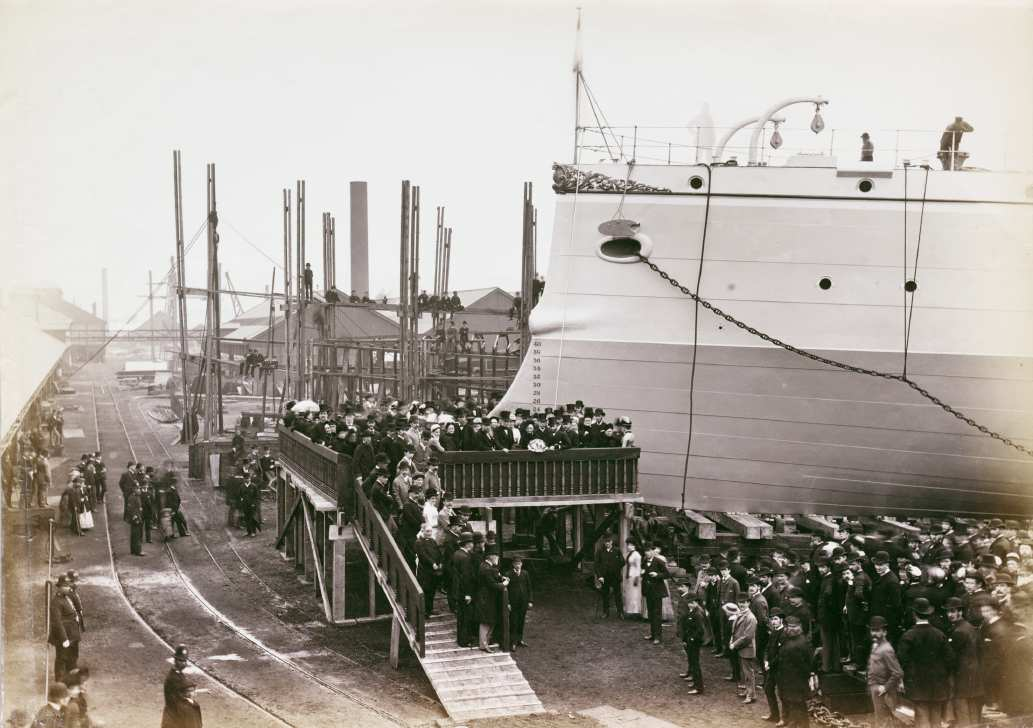
O Panther pouco antes de seu lançamento, 13 de junho de 1885

Sterneck sugeriu um navio de por volta de 1,5 mil toneladas e com velocidade entre dezoito e dezenove nós (33 a 35 quilômetros por hora). Ele também previu que tal modelo levaria ao desenvolvimento de embarcações maiores de 3,5 mil toneladas, armados com armas grandes e protegidos apenas por uma blindagem no convés. Estes seriam capazes de enfrentar ironclads diretamente, sendo também muito mais baratos que ironclads tradicionais. Sterneck defendeu que três navios de 1,5 mil toneladas fossem construídos, também dando várias outras recomendações para fortalecer a frota. Francisco José respondeu em 18 de setembro, o autorizando a seguir em frente com os planos. Como todos os cruzadores torpedeiros anteriores da Marinha Austro-Húngara tinham fracassado em cumprir seus requerimentos de projeto, demonstrando a inexperiência da Áustria-Hungria no projeto de embarcações do tipo, cinco estaleiros do Reino Unido foram abordados, com os únicos requerimentos sendo uma velocidade de pelo menos dezessete nós (31 quilômetros por hora), armamento de canhões de 120 milímetros e o menos deslocamento possível. A Marinha Austro-Húngara estabeleceu uma comissão para examinar os projetos entregues pelos britânicos; a Armstrong Mitchell recebeu o contrato parcialmente porque a empresa foi quem apresentou o projeto mais barato. A comissão pediu que a ventilação das caldeiras fosse melhorada e também exigiu que o armamento consistisse em quatro tubos de torpedo montados no convés, dois canhões de 120 milímetros e dez canhões revólver Hotchkiss de 47 milímetros.
O arquiteto naval Siegfried Popper supervisionou a construção. Foi durante as obras que ele descobriu que os projetistas tinham cometido um grave erro na distribuição de peso dos navios, tão grande que a diferença entre o calado dianteiro e de ré era de 1,5 metro. A Armstrong Mitchell fez uma série de propostas para corrigir o problema, como adicionar trinta toneladas de lastro na proa, ampliar o convés do castelo da proa ou substituir os canhões de 120 milímetros por mais pesados canhões de 150 milímetros. Todas essas ideias foram rejeitadas. Em vez disso, várias pequenas mudanças foram feitas, como a adição de sete toneladas de ferro como lastro, aumento do armazenamento de carvão, aumentar a espessura das paredes da torre de comando, alongar o castelo da proa ligeiramente e mudar o local de armazenamento da lancha e cúter mais para frente.
A Marinha Austro-Húngara ganhou experiência na construção de pequenos cruzadores modernos ao adquirir navios construídos no exterior. O Panther e o Leopard acabaram servindo de base para seu sucessor, o SMS Tiger, que era uma versão ligeiramente maior que eles. Foram originalmente classificados como "navios torpedeiros", o equivalente a cruzadores torpedeiros de outras marinhas. Em 1903 foram reclassificados como "cruzadores 3ª classe", então em 1909 como "cruzadores pequenos".

## Características
Os cruzadores da Classe Panther tinham 69 metros de comprimento entre perpendiculares, 71,38 metros de comprimento da linha de flutuação e 73,19 metros de comprimento de fora a fora. Tinham uma boca de 10,39 metros e calado de 4,5 metros quando totalmente carregado. Seu deslocamento normal era de 1 582 toneladas, enquanto o deslocamento carregado chegava a 1 730 toneladas. Sua tripulação era composta por 13 oficiais e 165 marinheiros, porém o número total posteriormente cresceu para 198.
O sistema de propulsão consistia em dois motores a vapor compostos verticais de dois cilindros. O vapor provinha de seis caldeiras cilíndricas que queimavam carvão e cuja exaustão era despejada por duas chaminés. Os motores tinham uma potência indicada de seis mil cavalos-vapor (4 410 quilowatts) para uma velocidade máxima de dezoito nós (33 quilômetros por hora). O Panther, durante seus testes marítimos, alcançou uma velocidade de 18,4 nós (34,1 quilômetros por hora) a partir de 5 940 cavalos-vapor (4 370 quilowatts), ligeiramente mais lento que o Leopard, que chegou a 18,7 nós (34,6 quilômetros por hora) com 6 380 cavalos-vapor (4 690 quilowatts). Estas velocidades foram alcançadas forçando os motores; com o maquinário funcionando normalmente a velocidade era de 17,6 nós (32,6 quilômetros por hora). A Armstrong Mitchell fez experimentos durante os testes marítimos com hélices menores com um tom menor em uma tentativa de chegar a dezenove nós (35 quilômetros por hora), mas isto não foi possível. As embarcações tinham uma autonomia de 2,8 mil milhas náuticas (5,2 mil quilômetros) na mais econômica velocidade de dez nós (dezenove quilômetros por hora). Os dois cruzadores da Classe Panther, diferentemente de navios anteriores da Marinha Austro-Húngara, não tinham mastros a vela para complementar seus motores.
O Panther e o Leopard eram armados com dois canhões Krupp calibre 35 de 120 milímetros em montagens únicas colocados em plataformas ao lado das chaminés. Seu armamento secundário tinha quatro canhões de disparo rápido de 47 milímetros e seis canhões revólver de 47 milímetros, ambos produzidos pela Hotchkiss. Também tinham quatro tubos de torpedo de 356 milímetros. Os tubos foram instalados individualmente: um na proa, um na popa e um em cada lateral. O Panther foi rearmado em junho de 1909 com quatro canhões calibre 45 de 66 milímetros e dez canhões de disparo rápido de 47 milímetros. O Leopard recebeu armas similares no ano seguinte. A única proteção da Classe Panther era um fino convés blindado de doze milímetros de espessura. As escotilhas acima da sala de máquinas tinham cinquenta milímetros de espessura.

## Navios
| Navio   | Construtor         | Batimento             | Lançamento             | Comissionamento        | Destino             | Ref   |
| ------- | ------------------ | --------------------- | ---------------------- | ---------------------- | ------------------- | ----- |
| Panther | Armstrong Mitchell | 29 de outubro de 1884 | 13 de junho de 1885    | 31 de dezembro de 1885 | Desmontados em 1920 | [ 7 ] |
| Leopard | Armstrong Mitchell | janeiro de 1885       | 10 de setembro de 1885 | 31 de março de 1886    | Desmontados em 1920 | [ 7 ] |

## História

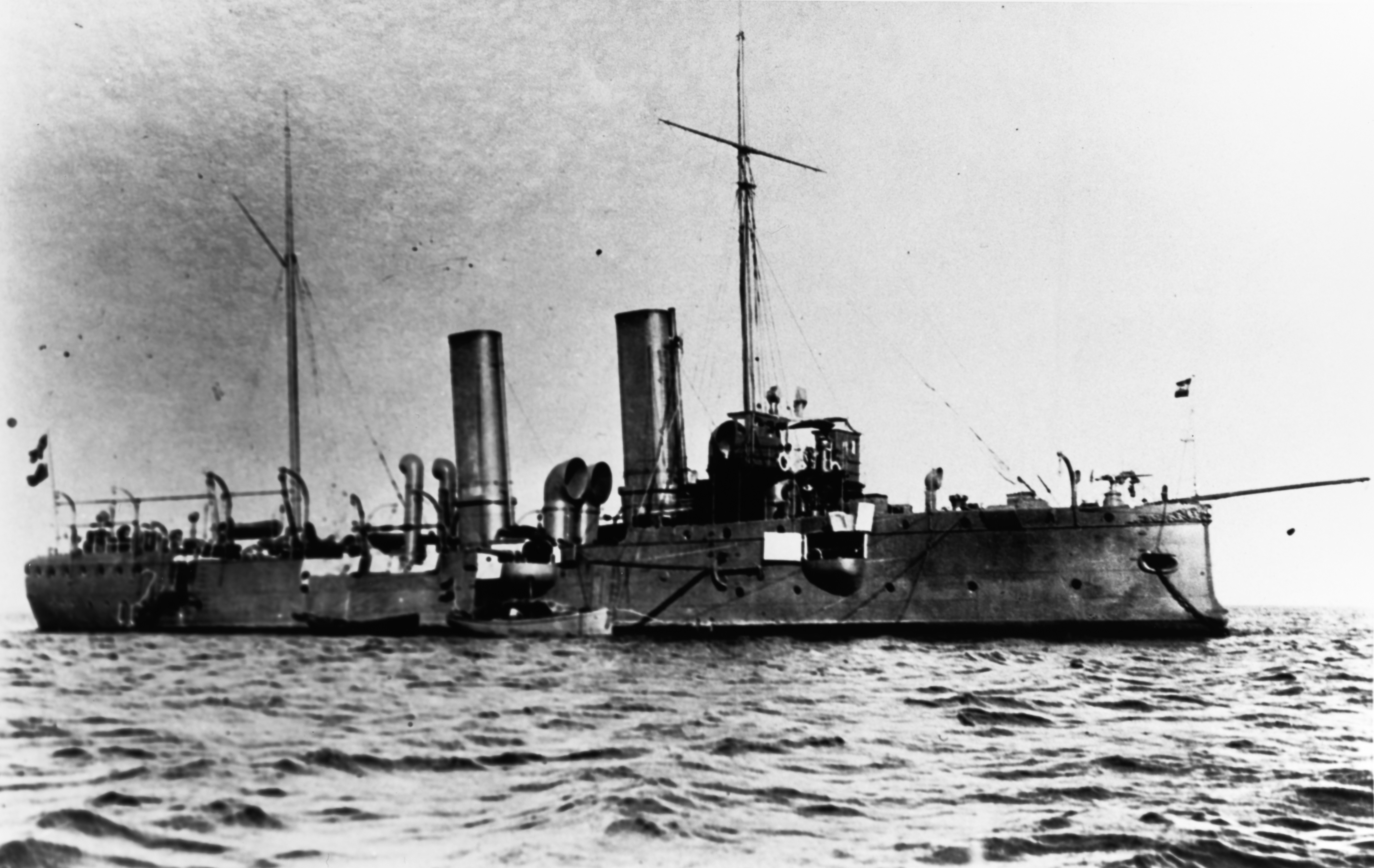
O Leopard c. década de 1880–90

Ambas foram levadas para o Arsenal Naval de Pola no início de 1886, onde seu armamento foi instalado no decorrer de 1887, incluindo seus tubos de torpedo. Os dois participaram da Exposição Universal de Barcelona de 1888, quando uma esquadra de cruzadores e ironclads foi enviada para representar a Áustria-Hungria nas cerimônias de abertura no início de abril. Coincidentemente, tanto o Panther quanto o Leopard encalharam durante operações de treinamento no final de junho do mesmo ano. Eles passaram a maior parte da década de 1890 na reserva, com o Panther sendo reativado em 1896 para um grande cruzeiro de treinamento pelo Oceano Pacífico de maio de 1896 até fevereiro de 1898. O Leopard retornou ao serviço em 1897 a fim de participar de uma demonstração naval internacional próximo da ilha de Creta durante a Guerra Greco-Turca. Em seguida embarcou em um cruzeiro de treinamento no Pacífico para cadetes navais de 1900 a 1901, já o Panther passou esse período na reserva. Este fez um cruzeiro pelo Marrocos em 1902 e depois para o leste africano dois anos depois a fim de firmar um acordo comercial com a Etiópia, embarcando então em mais um cruzeiro pelo Pacífico. Enquanto isso o Leopard serviu junto com a principal frota austro-húngara em casa.
O Leopard fez outra viagem pelo Pacífico entre 1907 e 1909, sendo substituído na Ásia pelo Panther em abril de 1909, com este permanecendo na região até novembro do ano seguinte. O Leopard ficou na reserva de 1910 a 1913, período durante o qual o Panther ficou estacionado em Trieste. A Primeira Guerra Mundial começou em julho de 1914 e os dois navios foram designados para o Grupo Especial de Defesa Costeira. O Panther bombardeou posições montenegrinas em janeiro de 1916 no Monte Lovćen, que tinha uma visão da base naval austro-húngara na Baía de Cátaro, apoiando uma ofensiva do Exército Austro-Húngaro; esta ação acabou forçando Montenegro a sair da guerra. O Leopard ficou em Pola por toda duração da guerra. A Áustria-Hungria foi derrotada em novembro de 1918 e os dois cruzadores foram tomados pelos Aliados, com ambos sendo entregues ao Reino Unido sob os termos do Tratado de Saint-Germain-en-Laye de 1919. Eles foram desmontados na Itália em 1920.